# Hindreus crucifer
Hindreus crucifer is een hooiwagen uit de familie echte hooiwagens (Phalangiidae).